# Mpaka
Mpaka est un village de la Région du Littoral du Cameroun, situé dans la commune de Baré-Bakem. Situé à 6 km de Baréko, on y accède par la route qui lie Baréko à Mbarembeng.

## Population et développement
En 1967, la population de Mpaka était de 894 habitants, essentiellement des Baréko. La population de Mpaka était de 346 habitants dont 163 hommes et 183 femmes, lors du recensement de 2005.